# Chaînon Clark
Le chaînon Clark (anglais : Clark Range) est une chaîne de montagnes située au Sud-Est de la Colombie-Britannique, au Sud-Ouest de l'Alberta et au Nord-Ouest du Montana. Il fait partie des montagnes Rocheuses. Le chaînon a été nommé en l'honneur de William Clark, de l'expédition Lewis et Clark,.
Il est prolongé par les chaînons Livingston et Lewis aux États-Unis.